# Thomas Gompf
Thomas „Tom“ Eugen Gompf (* 17. März 1939 in Dayton, Ohio) ist ein ehemaliger Wasserspringer aus den Vereinigten Staaten, der 1964 Olympiadritter wurde.

## Karriere
Thomas Gompf besuchte die Ohio State University und trat unter Trainer Mike Peppe für deren Sportteam an. Bei den College-Meisterschaften der Vereinigten Staaten gewann er in seinem letzten Studienjahr den Titel im Trampolinturnen. Von 1961 bis 1965 sprang er für das Dick Smith Swim Gym in Phoenix. In dieser Zeit gewann er den Meistertitel der Amateur Athletic Union im Springen vom 10-Meter-Turm.
Bei den Olympischen Spielen 1964 in Tokio trat er vom 10-Meter-Brett an. Mit zwei Punkten Rückstand auf seinen Landsmann Robert Webster und einem Punkt Rückstand auf den Italiener Klaus Dibiasi gewann Gompf die Bronzemedaille.
Von 1965 bis 1967 war Gompf Pilot der United States Air Force und flog hunderte von Einsätzen in Vietnam. Er wurde mit dem Distinguished Flying Cross, der Air Force Commendation Medal und der Air Medal ausgezeichnet. Von 1967 bis 1980 war Gompf Pilot bei National Airlines, von 1980 bis 1991 bei Pan American Airways und von 1991 bis 2000 bei Delta Air Lines.
Neben seiner Tätigkeit als Pilot war er bis 1971 weiter als Wasserspringer aktiv. Er gewann den Titel bei den spanischen und den japanischen nationalen Meisterschaften, war Profi-Weltmeister und war als Klippenspringer in Acapulco. Von 1971 bis 1982 war er neben seiner Berufstätigkeit Trainer an der University of Miami. Von 1977 bis 2004 war er im Vorstand des United States Olympic & Paralympic Committee. 1980 gehörte er zu den Gründern des Verbands US Diving und war danach über 20 Jahre im Vorstand. Ab 1984 gehörte er auch der technischen Kommission der FINA für das Wasserspringen an, dort setzte er sich für die Aufnahme des Springens vom 1-Meter-Brett und des Synchronspringens ins Wettkampfprogramm ein. Im Jahr 2002 wurde er in die International Swimming Hall of Fame aufgenommen.